# Volby do Zastupitelstva města Tábora 2022
Volby do Zastupitelstva města Tábora 2022 se uskutečnily v pátek a sobotu 23., respektive 24. září 2022. Hlasování proběhlo v rámci celostátních komunálních voleb a společně s volbami do Senátu.

## Pozadí
Předchozí komunální volby v roce 2018 vyhrálo hnutí Tábor 2020 (T2020) s 19 % hlasů, těsně před hnutím ANO, jež dostalo 17,7 %. Koalici následně sestavilo vítězné hnutí Tábor 2020 společně s Piráty, sdružením JiNAK! a ČSSD. Starostou se stal Štěpán Pavlík za T2020.
Tuto koalici sdružení JiNAK! přes programovou shodu v březnu 2021 opustilo, když ostatní zástupci radniční většiny hlasovali pro odvolání místostarostky za JiNAK! Michaely Petrové. Důvodem bylo dění kolem autonehody, kterou v prosinci 2020 způsobila. Tábor tedy vedla menšinová koalice T2020, Pirátů a ČSSD.

## Situace po volbách
Již v neděli 25. září 2022 zahájilo vítězné hnutí Tábor 2020 vyjednávání se zástupci ANO, Společně pro Tábor (ODS+TOP09) a Pirátů o budoucí koalici v Táboře. Dle vyjádření starosty Štěpána Pavlíka (T2020) budou hledány programové shody a řešena otázka personálního zastoupení.
Jednání o městské koalici byla nakonec rychlá a v pondělí 26. září 2022 po společném jednání hnutí Tábor 2020, koalice Společně pro Tábor a České pirátské strany byla podepsána dohoda o vytvoření povolební koalice na období 2022 - 2026. Součástí dohody je dohoda o sestavení a zvolení vedení a rady města Tábora na ustanovujícím zastupitelstvu. Programové prohlášení a podrobnosti personálních záležitostí a rozdělení resortů bude předmětem jednání a koaliční smlouvy všech stran koalice. Koaliční smlouva byla nakonec podepsána 4. října 2022. Tento výsledek také znamená že hnutí ANO a koalice Šance pro Tábor (ČSSD+KSČM+SPD) budou v opozici.
Složení rady města po jejím zvolení na ustanovujícím zastupitelstvu:
| Portfej           | Člen rady           | Strana                     |
| ----------------- | ------------------- | -------------------------- |
| Starosta          | Štěpán Pavlík       | Tábor 2020                 |
| 1. místostarostka | Lenka Horejsková    | Společně pro Tábor (TOP09) |
| 2. místostarosta  | Martin Mareda       | Piráti                     |
| 3. místostarosta  | Radoslav Kacerovsky | Tábor 2020                 |
| Člen rady         | František Korbel    | Tábor 2020                 |
| Člen rady         | Ivana Mizerová      | Tábor 2020                 |
| Člen rady         | Jiří Horecký        | Společně pro Tábor (ODS)   |
| Člen rady         | Martina Smětáková   | Společně pro Tábor (ODS)   |
| Člen rady         | Václav Klecanda     | Piráti                     |

## Strany a hnutí
| Subjekt                       | Subjekt               | Subjekt                                                    | Subjekt                                                    | Subjekt                                                    | Lídr             | Volby 2018  | Volby 2018  |
| Subjekt                       | Subjekt               | Subjekt                                                    | Subjekt                                                    | Subjekt                                                    | Lídr             | Hlasy       | Mandáty     |
| ----------------------------- | --------------------- | ---------------------------------------------------------- | ---------------------------------------------------------- | ---------------------------------------------------------- | ---------------- | ----------- | ----------- |
|                               | T2020                 | Tábor 2020                                                 | Tábor 2020                                                 | Tábor 2020                                                 | Štěpán Pavlík    | 19,0%       | 6/27        |
|                               | ANO                   | ANO 2011                                                   | ANO 2011                                                   | ANO 2011                                                   | Miroslav Ryba    | 17,7%       | 6/27        |
|                               | ČSSD+ KSČM+ SPD       | Šance pro Tábor                                            |                                                            | Komunistická strana Čech a Moravy                          | Olga Bastlová    | 7,3%        | 2/27        |
|                               | ČSSD+ KSČM+ SPD       | Šance pro Tábor                                            | Česká strana sociálně demokratická                         | 5,2%                                                       | Olga Bastlová    | 1/27        |             |
|                               | ČSSD+ KSČM+ SPD       | Šance pro Tábor                                            | Svoboda a přímá demokracie                                 | 4,4%                                                       | Olga Bastlová    | 0/27        |             |
|                               | ODS+ TOP 09           | Společně pro Tábor                                         |                                                            | Občanská demokratická strana                               | Jiří Horecký     | 7,6%        | 2/27        |
|                               | ODS+ TOP 09           | Společně pro Tábor                                         | TOP 09                                                     | 4,0%                                                       | Jiří Horecký     | 0/27        |             |
|                               | Piráti                | Česká pirátská strana                                      | Česká pirátská strana                                      | Česká pirátská strana                                      | Martin Mareda    | 11,3%       | 4/27        |
|                               | JiNAK!                | JiNAK! – Zelení a nezávislí                                | JiNAK! – Zelení a nezávislí                                | JiNAK! – Zelení a nezávislí                                | Michaela Petrová | 9,9%        | 3/27        |
|                               | KDU-ČSL               | KDU-ČSL a nezávislí                                        | KDU-ČSL a nezávislí                                        | KDU-ČSL a nezávislí                                        | Jan Křemen       | 3,4%        | 0/27        |
|                               | DOMOV                 | Tábor – náš domov                                          | Tábor – náš domov                                          | Tábor – náš domov                                          | Marek Adam       | nová strana | nová strana |
|                               | DSZ - ZA PRÁVA ZVÍŘAT | Demokratická strana zelených – Za práva zvířat a nezávislí | Demokratická strana zelených – Za práva zvířat a nezávislí | Demokratická strana zelených – Za práva zvířat a nezávislí | Adéla Cíchová    | nová strana | nová strana |
| Zdroj: Český statistický úřad |                       |                                                            |                                                            |                                                            |                  |             |             |

## Výsledky

### Celkové výsledky
|                               |                               |         |       |       |         |         |
| Strana                        | Strana                        | Hlasy   | Hlasy | Hlasy | Mandáty | Mandáty |
| Strana                        | Strana                        | Abs.    | %     | ±     | Abs.    | ±       |
|                               | Tábor 2020                    | 75 029  | 29,1  | +11,1 | 9       | +3      |
|                               | ANO 2011                      | 66 456  | 25,8  | +8,1  | 8       | +2      |
|                               | SPOLEČNĚ PRO TÁBOR            | 37 472  | 14,5  | +2,9  | 4       | +2      |
|                               | ŠANCE pro TÁBOR               | 35 942  | 13,9  | –3,0  | 4       | +1      |
|                               | Česká pirátská strana         | 18 561  | 7,2   | –4,1  | 2       | -2      |
|                               | Sdružení Zelení, NK           | 11 343  | 4,4   | –5,5  | 0       | -3      |
|                               | KDU-ČSL a nezávislí kandidáti | 6 869   | 2,7   | –0,7  | 0       | ±0      |
|                               | TÁBOR – NÁŠ DOMOV             | 5 754   | 2,2   | nová  | 0       | nová    |
|                               | DSZ - ZA PRÁVA ZVÍŘAT a NK    | 609     | 0,2   | nová  | 0       | nová    |
| Celkem                        | Celkem                        | 258 035 | 100   | –     | 27      | –       |
| Odevzdané obálky              | Odevzdané obálky              | 10 711  | 100   | –     | –       | –       |
| Voliči v seznamu/účast        | Voliči v seznamu/účast        | 26 691  | 40,3  | –     | –       | –       |
| Zdroj: Český statistický úřad |                               |         |       |       |         |         |

### Výsledky dle volebních okrsků

#### Procenta hlasů
| Okrsek                           | T2020         | ANO  | Společně | Šance | Piráti | JiNAK! | KDU-ČSL | Ostatní |
| -------------------------------- | ------------- | ---- | -------- | ----- | ------ | ------ | ------- | ------- |
| Okrsek                           | Vlastní Tábor |      |          |       |        |        |         | Ostatní |
| 1 – Staré město                  | 39.9          | 10.0 | 17.0     | 9.3   | 12.2   | 8.1    | 2.2     | 1.2     |
| 2 – F. Křížíka                   | 40.2          | 15.3 | 13.1     | 12.7  | 9.2    | 4.4    | 2.0     | 3.1     |
| 3 – Jiráskova                    | 26.2          | 19.2 | 22.3     | 8.3   | 11.2   | 6.6    | 2.8     | 3.5     |
| 4 – TGM                          | 35.8          | 13.7 | 11.5     | 15.3  | 16.0   | 2.3    | 1.7     | 3.7     |
| 5 – Mikuláše z Husi              | 41.4          | 11.7 | 22.1     | 7.9   | 2.9    | 9.8    | 3.4     | 0.8     |
| 6 – Pražské předměstí            | 34.1          | 25.1 | 13.7     | 12.1  | 5.9    | 4.6    | 2.4     | 1.9     |
| 7 – Čs. armády                   | 25.4          | 30.4 | 9.5      | 20.1  | 7.1    | 2.7    | 2.9     | 1.8     |
| 8 – Husova                       | 32.0          | 17.2 | 18.6     | 10.7  | 8.9    | 6.5    | 3.8     | 2.3     |
| 9 – Maredův vrch                 | 41.7          | 22.7 | 12.1     | 12.4  | 3.7    | 3.0    | 2.7     | 1.7     |
| 10 – Soběslavská                 | 31.3          | 26.0 | 10.2     | 11.9  | 9.4    | 4.6    | 2.3     | 4.5     |
| 11 – Na kopečku                  | 26.7          | 29.1 | 11.3     | 15.8  | 10.1   | 3.3    | 2.1     | 1.8     |
| 12 – Náchodské sídliště          | 22.9          | 31.1 | 10.2     | 20.1  | 6.9    | 5.3    | 1.2     | 2.4     |
| 13 – Nemocnice                   | 19.3          | 30.4 | 11.1     | 26.9  | 5.8    | 2.4    | 1.4     | 2.7     |
| 14 – Zborovská                   | 23.3          | 30.3 | 11.8     | 24.8  | 4.0    | 2.6    | 1.0     | 2.1     |
| 15 – Zborovská                   | 30.6          | 25.1 | 10.3     | 24.3  | 3.8    | 2.4    | 1.9     | 1.8     |
| 16 – Petrohradská                | 20.4          | 34.9 | 11.6     | 17.5  | 6.7    | 4.7    | 0.9     | 3.3     |
| 17 – Blanická                    | 31.3          | 21.2 | 18.5     | 10.4  | 7.0    | 6.8    | 3.3     | 1.4     |
| 18 – Zborovská                   | 21.4          | 34.6 | 14.1     | 11.4  | 8.9    | 2.3    | 3.8     | 3.6     |
| 19 – Zavadilská                  | 29.9          | 27.2 | 14.0     | 9.9   | 7.4    | 6.2    | 1.6     | 3.9     |
| 20 – Angela Kančeva              | 24.0          | 32.0 | 11.9     | 18.7  | 4.9    | 3.5    | 1.7     | 3.1     |
| 21 – Světlogorská                | 16.4          | 45.1 | 10.0     | 15.6  | 4.6    | 1.5    | 1.7     | 5.1     |
| 22 – Světlogorská                | 23.4          | 31.9 | 12.2     | 16.4  | 9.3    | 3.6    | 1.7     | 1.5     |
| 23 – Světlogorská                | 24.3          | 24.5 | 15.7     | 15.3  | 10.2   | 2.9    | 2.0     | 5.2     |
| 24 – Světlogorská                | 22.3          | 33.7 | 15.8     | 14.8  | 7.5    | 2.3    | 0.9     | 2.8     |
| 25 – Světlogorská                | 22.3          | 25.4 | 11.4     | 18.4  | 7.1    | 5.4    | 2.8     | 6.9     |
| 26 – Varšavská                   | 21.3          | 40.3 | 11.3     | 16.2  | 2.7    | 2.9    | 0.7     | 4.6     |
| 27 – Soběslavská                 | 24.4          | 38.7 | 6.8      | 17.6  | 7.9    | 1.9    | 1.7     | 1.0     |
| 28 – Helsinská                   | 24.5          | 36.3 | 8.7      | 19.7  | 4.0    | 1.7    | 3.7     | 1.4     |
| 41 – Lužnická                    | 35.6          | 20.0 | 16.7     | 14.3  | 2.6    | 5.4    | 2.3     | 3.0     |
| Místní části Tábora              |               |      |          |       |        |        |         |         |
| 29 – Čelkovice                   | 32.3          | 18.5 | 19.4     | 12.9  | 4.7    | 5.2    | 6.0     | 1.1     |
| 30 – Čekanice                    | 30.1          | 23.7 | 15.8     | 8.2   | 6.2    | 10.6   | 3.3     | 2.2     |
| 31 – Hlinice                     | 16.0          | 48.3 | 12.0     | 9.2   | 3.1    | 4.1    | 4.8     | 2.5     |
| 32 – Záluží a Smyslov            | 16.1          | 35.2 | 13.8     | 13.3  | 8.7    | 6.7    | 6.0     | 0.4     |
| 33 – Měšice                      | 21.4          | 24.0 | 22.7     | 10.4  | 7.8    | 4.7    | 4.5     | 4.4     |
| 34 – Měšice-Svatá Anna           | 31.4          | 22.9 | 17.6     | 14.4  | 8.7    | 2.7    | 1.3     | 1.1     |
| 35 – Náchod                      | 39.4          | 16.9 | 21.3     | 10.3  | 5.7    | 2.6    | 1.4     | 2.4     |
| 36 – Zárybničná Lhota            | 46.1          | 18.1 | 5.7      | 17.4  | 7.0    | 2.8    | 2.6     | 0.2     |
| 37 – Větrovy                     | 30.2          | 20.6 | 19.1     | 14.0  | 9.4    | 2.4    | 2.7     | 1.6     |
| 38 – Klokoty, Zahrádka a Všechov | 28.7          | 26.3 | 19.7     | 10.2  | 7.0    | 2.9    | 4.3     | 1.0     |
| 39 – Horky                       | 38.9          | 22.9 | 17.8     | 8.2   | 6.4    | 3.0    | 2.1     | 0.8     |
| 40 – Stoklasná Lhota             | 18.2          | 28.8 | 18.8     | 6.3   | 0.3    | 0.4    | 25.3    | 2.0     |
| Tábor celkem                     | 29.1          | 25.8 | 14.5     | 13.9  | 7.2    | 4.4    | 2.7     | 2.4     |
| Zdroj:                           |               |      |          |       |        |        |         |         |